# 臺中市立忠明高級中學

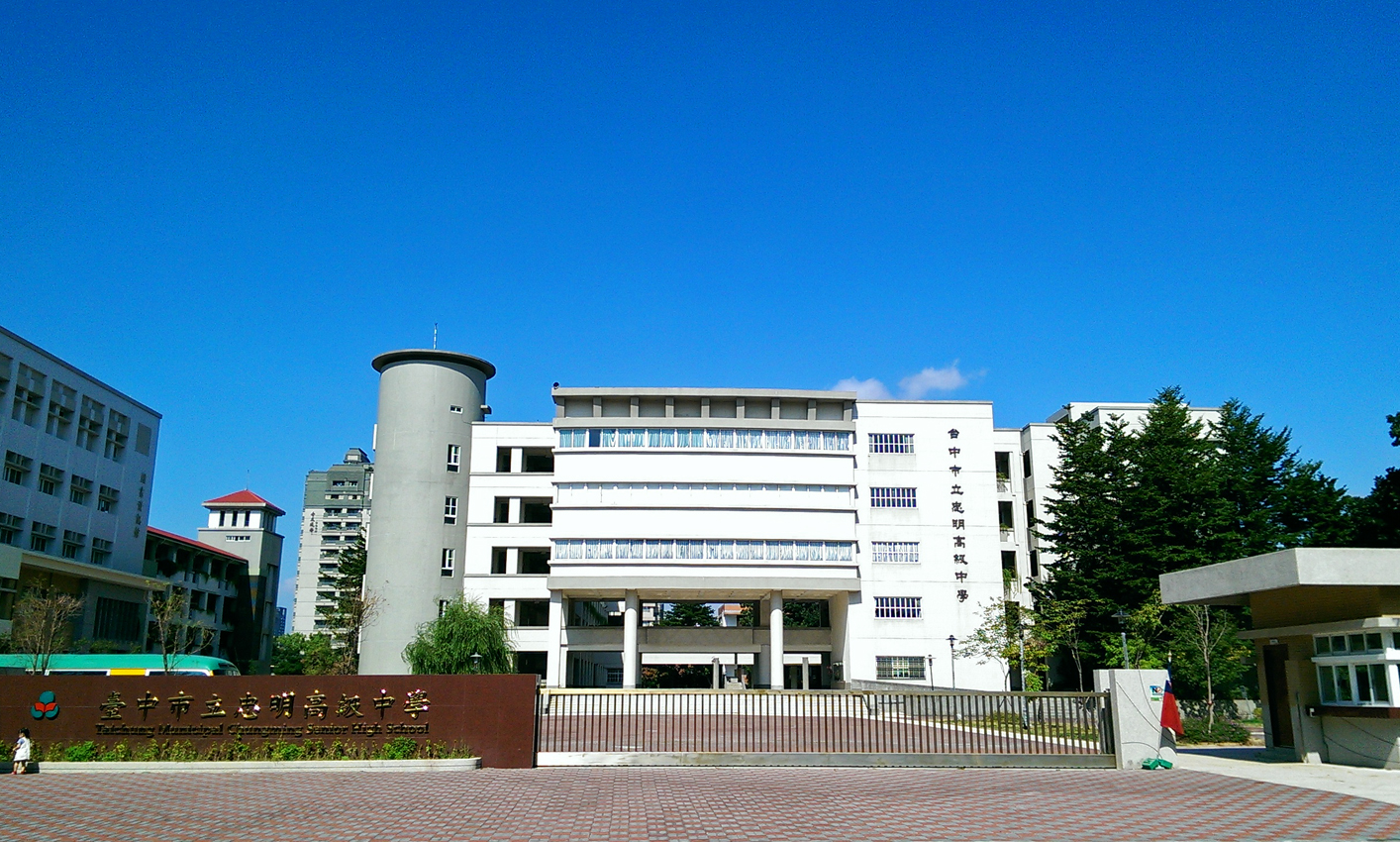
臺中市立忠明高級中學校門

臺中市立忠明高級中學，簡稱忠明高中，是位於臺灣臺中市西區的一所市立完全中學，1957年創校。

## 校史

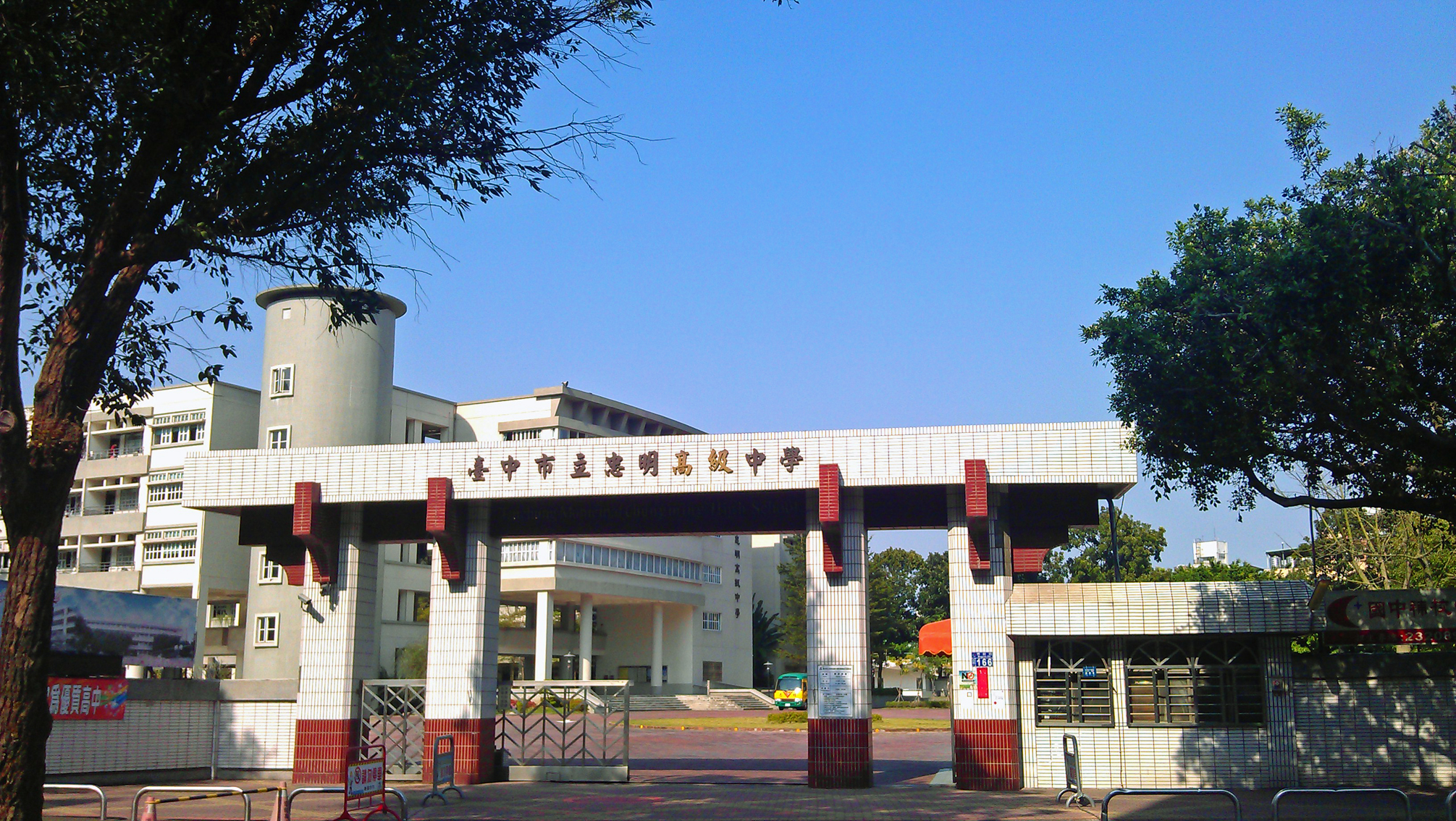
2014年前的舊校門

- 1957年8月創校，原名為「臺中市立第三初級中學」。
- 1968年8月，實施九年國民義務教育，改名為「臺中市立第三國民中學」。
- 1971年8月，臺中市廢除以數字命名，改名為「臺中市立忠明國民中學」。
- 1974年8月，增設附設國中補校。
- 2000年8月，增設高中部，改制為「臺中市立忠明中學」。
- 2001年2月，更名為「臺中市立忠明高級中學」。
- 2022年，新增雙語實驗班[1]。

## 歷任校長
| 任別 | 姓名   | 任期                      | 備註                                       |
| ---- | ------ | ------------------------- | ------------------------------------------ |
| 代理 | 陳德生 | 1957年8月－1959年7月      | 由臺中市政府指派                           |
| 一   | 熊騰雲 | 1959年8月－1969年7月      | 首任校長                                   |
| 二   | 陳志強 | 1969年8月－1972年12月     | 與台中市第四國民中學（今崇倫國中）校長互調 |
| 三   | 蔡瑞榮 | 1973年1月－1980年7月      |                                            |
| 四   | 許中興 | 1980年8月－1992年7月      |                                            |
| 五   | 莊敏雄 | 1992年8月－1997年7月      | 與黎明國中校長互調                         |
| 六   | 許清田 | 1997年8月－2000年7月      |                                            |
| 七   | 林乾福 | 2000年8月－2007年1月      | 與崇德國中校長互調                         |
| 代理 | 胡金枝 | 2007年2月－2007年7月      |                                            |
| 八   | 許清田 | 2007年8月－2015年7月      | 第二次擔任                                 |
| 九   | 張永宗 | 2015年8月－2019年11月21日 | 任內逝世                                   |
| 代理 | 李玟青 | 2019年11月－2020年7月31日 |                                            |
| 十   | 鄭東昇 | 2020年8月－現任           |                                            |

## 外部連結
- 臺中市立忠明高級中學 （页面存档备份，存于）（繁體中文）